# Limon (Kolorado)
Limon – miasto w Stanach Zjednoczonych, w stanie Kolorado, w hrabstwie Lincoln.